# Conseil du Trône du Cambodge

Armoiries royales du Cambodge

Le Conseil du Trône est l'institution du royaume du Cambodge chargée de désigner le nouveau roi de cette monarchie élective, dans un délai de sept jours après la mort ou l'abdication du précédent monarque.

## Composition
Le conseil se compose du président du Sénat, de celui de l'Assemblée nationale, du Premier ministre, des chefs des deux ordres religieux, Dhammayuttika Nikaya et Maha Nikaya, des 1er et 2e vice-présidents de l'Assemblée et de ceux du Sénat.
Son fonctionnement, bien que séculaire, est actuellement régi par la constitution de 1993 et précisé par la loi qui ont démocratisé l’institution en réservant sept des neuf sièges à des membres élus au suffrage universel indirect.

## Prétendants
Le roi du Cambodge doit être un membre de la famille royale, âgé d'au moins 30 ans et descendant des rois Ang Duong, Norodom Ier, ou Sisowath,. Parmi les princes de premier rang actuellement éligibles, il ne reste plus qu'un seul des fils de Norodom Sihanouk :
- Norodom Chakrapong (né en 1945) ;
- Norodom Sirivuddh (né en 1951), demi-frère de Sihanouk ;
- Norodom Preyasophon (né en 1954), demi-frère de Sihanouk.

NB : Tous les petits-fils de Sihanouk (âgés de plus de trente ans) dont les princes Sisowath Chivannaridh (né en 1967) et Sisowath Weakchiravudh (né en 1973), sont aussi de premier rang.
Le roi actuel du Cambodge, Norodom Sihamoni, a succédé le 14 octobre 2004 à son père, le roi Norodom Sihanouk.